# Traktat (Architektur)
Ein Traktat ist im Bereich der Architektur eine literarische und/oder grafische Darstellung architektonischer Zusammenhänge. Insbesondere in der Renaissance war das Architekturtraktat das wichtigste Medium zur Verbreitung architektonischen Wissens. Wichtige Themen in den Traktaten zur Architektur der Renaissance und des Barock waren die fünf Säulenordnungen und die Architektur der römischen Antike. Durch den Buchdruck fanden die Traktate schnell weite Verbreitung in Europa und Lateinamerika und wurden als praktische Anleitung zum Bauen und Gestalten zum Handwerkszeug jedes Architekten der Zeit.

## Traktate der Antike
Die Ursprünge der europäischen Traktatliteratur liegen in den Beschreibungen eigener Bauwerke durch griechische Architekten, wie Iktinos, Pytheos oder Hermogenes. Im Späthellenismus entwickelt sich im lateinischen Sprachraum das Architekturtraktat mit Lehrbuchcharakter, bekannt sind heute insbesondere die Zehn Bücher des Vitruv. Vitruv greift seinerseits in Teilen auf vorangegangene Schriften des Fuficius, des Varro und des Publius Settimius zurück.

## Traktate der Gotik
In der Pariser Nationalbibliothek wird das Skizzenbuch des Villard de Honnecourt aufbewahrt. Villard, ein Baumeister der Gotik, hielt zeichnerisch auf 32 erhaltenen Blättern Relevantes zum Thema Architektur und Maschinenbau fest. Sein Wirken ist nur um 1230–1235 nachweisbar. Die Blätter enthalten nur sehr wenig Texte, die Zeichnungen wirken wie Skizzen, wahrscheinlich galten diese ihm als Anregung und Gedächtnisstütze.
Das Skizzenbuch enthält Zeichnungen zur Geometrie, die halfen Säulen, Bauteile wie Vierpass, Spitzbogen-Fenster und Rosetten, Türme, Grundrisse von Kirchen (Dort einige der wenigen Textstellen) zu entwickeln. Daneben sind Zeichnungen für Kräne und ähnliche Baumaschinen enthalten. Ein Baumeister war auch Ingenieur für Baumaschinen um den Baubetrieb zu organisieren.
Das Skizzenbuch des Villard hat sich als einziges erhalten. Wohl gibt es meisterhafte Zeichnungen jener Zeit, die über die Zeichnungen des Villard hinausgehen (Palimpsest der Westfassade des Kölner Doms) aber sie geben kaum Hinweise über das Denken oder die Arbeitsweise der Baumeister jener Zeit.

## Vitruv und die Traktate der Renaissance
Der Auslöser für die Serie der Architekturtraktate der Renaissance war die Wiederentdeckung von Vitruvs „Zehn Bücher zur Architektur“ in mittelalterlichen Abschriften in den Klöstern von St. Gallen und Monte Cassino durch Poggio Bracciolini im Jahr 1414. Der nicht illustrierte Text Vitruvs galt als schwer verständlich. Deshalb wurde versucht, die Beschreibungen Vitruvs durch begleitende Illustrationen zu verdeutlichen, so zum Beispiel in der Ausgabe durch Fra Giovanni Giocondo mit Holzschnitten von Francesco di Giorgio von 1511 oder der von Daniele Barbaro übersetzten und von Andrea Palladio illustrierten Ausgabe von 1556.
Leon Battista Alberti versuchte, die klassische Architektur Roms und den Text Vitruvs durch sein eigenes Werk „de architectura“ (1485) für seine Gegenwart verständlich zu machen. Genau wie Vitruvs Text, war auch der von Alberti ein literarischer Text ohne Illustrationen. Alberti sah in der ordnungsgerechten Architektur eine materielle Manifestation des gesellschaftlichen Gefüges. Im Haus, so Alberti, solle sich der Stand seines Besitzers ausdrücken. Die Gestaltung des Gebäudes habe zwei Aspekte, Schönheit (pulcritudo) und das Ornament (ornamentum). Während die Schönheit zum Kernbestand des Gebäudes gehöre, sei das Ornament eine von außen aufgebrachte, zusätzliche Schönheit.
Sebastiano Serlio schuf mit seinem Werk „sette libri d'architettura“ einen neuen Typ des Architekturtraktates, indem er die Zeichnung in das Zentrum seines Werkes stellte, und die Texte nur als zusätzliche Erklärungen auffasste. Damit schuf er den Archetyp des Architekturtraktates, auf den seine Nachfolger Palladio, Vignola und Scamozzi bei der Verfassung ihrer eigenen Traktate zurückgriffen. Wie bei Vitruv und Alberti gilt auch bei Serlio die römisch-antike Architektur mit dem klassischen Säulenordnungssystem als das zu erreichende Vorbild.
Die „sette libri“ erschienen in unregelmäßiger und unvollständiger Weise ab 1537 in Venedig. Durch die neuartige grafische Darstellungsform fanden sie schnell eine begeisterte Leserschaft und wurden in alle europäischen Sprachen übersetzt. Serlio wurde so, ohne selbst ein besonders produktiver Architekt gewesen zu sein, das wichtigste architektonische Vorbild des 16. und 17. Jahrhunderts.
Vincenzo Scamozzi und Giacomo Barozzi da Vignola beschränken sich in ihren Traktaten auf die Darstellung der „fünf Ordnungen“, sind dabei zeichnerisch aber brillanter und aufwendiger als die Holzschnitte Serlios. Architekturtraktate die sich auf den korrekten Entwurf von Säulen beschränken, werden auch als Säulenbuch bezeichnet, eines der im deutschsprachigen Raum bekanntesten stammt von Hans Blum. Solche Säulenbücher waren nicht nur für Architekten bzw. Baumeister im engeren Sinne von Interesse, sondern auch für andere Kunsthandwerker wie z. B. Schreiner, die ebenfalls mit dem Entwurf von Säulen in korrekten Proportionen konfrontiert waren. 
Andrea Palladio verändert den Schwerpunkt der Architekturtraktate, indem er, anstatt ausschließlich auf antike Vorbilder zurückzugreifen, seine eigenen Entwürfe und ausgeführten Bauten in den Mittelpunkt der Beschreibungen stellt. Seine Bauten werden durch die Verbreitung des Traktates zu den einflussreichsten Entwürfen der humanistischen Architektur.

## Architekturtraktate des Barock in Deutschland
Einflussreiche Architekturtraktate in Deutschland waren „Architectvra“ von Wendel Dietterlin (Nürnberg 1598), und die Schriften von Leonhard Christoph Sturm.

## Architekturtraktate im 19. Jh.
Im 19. Jahrhundert wirkten die klassischen Architekturtheoretiker der Renaissance Palladio und Vignola noch deutlich nach, wie sich an den Bauwerken des Klassizismus und der Neorenaissance ablesen lässt. Es erschienen vermehrt Traktate, die wie Lehrbücher abgefasst wurden; sie dienten der Ausbildung von Architekten und der Bildung der Bauherren und so auch der Akquise. Im 19. Jahrhundert etablierte sich die Architekturgeschichte als wissenschaftlicher Zweig der Kunstgeschichte.
Heinrich Hübsch entwickelte in seiner 1828 publizierten Schrift In welchem Style sollen wir bauen? ein Programm für einen neuen Architekturstil.

## Auswahl von Schriften in Deutschland
Das Architektonische Lehrbuch von Friedrich Weinbrenner ist ein Studienbuch für angehende Architekten, welches in drei Teilen von 1810 bis 1825 in Tübingen erschien. 1797 wurde Weinbrenner Badischer Baudirektor und 1800 Leiter einer privaten, staatlich geförderten Bauschule. Seine Bauwerke finden sich in und um Karlsruhe und zählen zu bedeutsamen Werken des Klassizismus. Die ersten beiden Teile beziehen sich auf das Zeichnen, für ihn die wichtigste Voraussetzung um gute Architektur zu schaffen. Seine Texte sind gut zu lesen, seine Herangehensweisen nachvollziehbar und manchmal überraschend; so wenn er die architektonische Formenlehre im dritten Teil mit ausführlichen Betrachtungen (über 30 Seiten lang) über das Design von Trinkgefäßen einleitet. Er lässt Beschreibungen der Säulenordnung folgen und danach wie Gebäude zu gliedern und zu ordnen sind. Dem letzten Kapitel im dritten Teil widmet er der Baupolizei. Ihre Aufgabenumschreibung umfasst zwar auch das Einhalten der Bauvorschriften zu überwachen; im Wesentlichen obliegt ihnen die Stadtplanung, für die er als erster systematische, umfangreiche Regeln formuliert.
Karl Friedrich Schinkel veröffentlichte seine Sammlung architektonischer Entwürfe von Schinkel enthaltend teils Werke welche ausgeführt sind, teils Gegenstände deren Ausführung beabsichtigt wurde als eine lose Heftsammlung ab 1819. Sie ist zum einen pure Selbstdarstellung des eigenen Werkes, enthält aber auch architekturtheoretische Betrachtungen. Sein architektonisches Lehrbuch blieb ein Fragment.
Leo von Klenze, der Erbauer der Walhalla bei Regensburg, veröffentlichte seine Anweisung zur Architektur des christlichen Kultus 1822. Darin beschäftigt er sich mit dem Bau von Kirchen und liefert zahlreiche Mustertafeln.
Heinrich Hübsch, ein Schüler Weinbrenners, hinterließ seine Streitschrift In welchen Stile sollen wir bauen? (1828). Er lehnt den Klassizismus als nur nachahmende, unreife Architektur ab. Er formuliert architekturästhetische Grundsätze, die den folgenden Historismus prägen.
Gottfried Semper hinterließ mehrere architekturtheoretische Schriften, von denen einige heute noch immer wieder aufgelegt werden. In seinen Vorläufige Bemerkungen über bemalte Architectur und Plastik bei den Alten (1834) weist er nach, das die antiken Tempel der Griechen farbig bemalt waren. Er fand Farbreste an den Ruinen und erstellte beeindruckende Studien. Sein Der Stil in den technischen und tektonischen Künsten oder Praktische Ästhetik (1860–1863, ISBN 3-88219-020-5) spannt einen weiten architekturhistorischen Bogen vom ursprünglichen Bauen bis zu seiner Gegenwart. Er vermutete, dass die ersten Baustoffe Holz und Textilien waren. Später erst wurden Steine und Lehm verwendet.
Friedrich Hoffstadt, eigentlich Jurist, erstellte zwischen 1840 und 1843 seine Schrift Gothisches ABC-Buch, die einen Abriss der Architekturgeschichte enthielt, wobei der Schwerpunkt auf christliche Architektur lag.
Carl Alexander Heideloff hinterließ eine Vielzahl von Schriften. In der kleine Vignola (1832) überträgt er frei Vignolas Standardwerk ins Deutsche; frei meint hier, dass er es didaktisch gliedert und fassbarer darstellt. Vorher gab er die Lehre von den Säulenordnungen (1827) heraus. Mit Die Bauhütte des Mittelalters und Der kleine Altdeutsche analysiert er die Architektur der Gotik, leider mystifiziert er dabei diese Epoche, indem er eine Proportionsfigur (das Achteck) derart herausstellt als ob diese stilbildend für die Gotik sei.
Georg Gottlieb Ungewitter war Architekt und Architekturprofessor in Kassel. Er untersuchte in seinen Schriften (z. B. Lehrbuch der gotischen Konstruktionen 1859–1864) den Baustil der Gotik und ebnete der Neogotik die Vormachtstellung im Neohistorismus über viele Jahre.

## Architekturtraktate der Moderne
In der Moderne wurde der Architekturtraktat wiederum zu einem wichtigen Mittel der Verbreitung architektonischen Wissen. Die Bedeutung war jedoch nicht mehr so herausragend, wie in der Renaissance, da Fotografie und Film einen direkteren und schnelleren Überblick über das weltweite architektonische Schaffen erlaubten.
Der Rückgriff auf die publizistischen Mittel der Renaissance ist dadurch zu erklären, dass die Moderne die im 19. Jahrhundert gültigen Ordnungssysteme als obsolet empfand. Durch den Rückgriff auf das Mittel des Traktates bot sich Architekturschriftstellern der Moderne die Möglichkeit, die Ordnungssysteme der Renaissance durch ihre eigenen Mittel zu ersetzen.
In seinem Traktat „Ornament und Verbrechen“ (Wien, 1911) stellte der Wiener Architekt Adolf Loos die These auf, dass die Ornamentierung eines Gebäudes ein Verbrechen sei, wenn sie Kapital verbrauche, das zur Linderung der städtischen Armut genutzt werden könne. Aus dieser These leitet er eine architektonische Formenlehre ab, die ohne Ornament auskommen soll. In seiner eigenen Architektur hat Loos allerdings den Grundsatz der Ornamentlosigkeit niemals vollständig umgesetzt.
Der schweizerisch-französische Architekt Le Corbusier stellte in seinem Traktat „Vers une architecture“ (Paris, 1923) eine Formenlehre auf, die die Gliederungselemente der fünf Ordnungen von da Vignola aus dem Jahr 1562 vollständig verwarf. Stattdessen stellte mit den „fünf Punkten zur Architektur“ Grundregeln für das Entwerfen auf, die als Antwort auf die soziologischen Probleme der modernen Stadt gedacht waren. Seine Schriften lassen einen totalitären Geist spüren, schlägt er doch vor, ganze Städte abzureißen, um sie durch Gebäude zu ersetzen, die seinem architektonischen Konzept entsprechen.

## Die wichtigsten Architekturtraktate im Überblick
- Marcus Vitruvius Pollio: De architectura libri decem (ca. 30 v. Chr.)
- Leon Battista Alberti: De re aedificatoria (Erstausgabe: Rom, 1485)
- Sebastiano Serlio: Sette libri d’architettura (Erstausgabe des Gesamtwerkes: Venedig, 1551)
- Giacomo Barozzi da Vignola: Regole delle cinque ordini d'architettura (Regeln der fünf Ordnungen der Architektur) (Erstausgabe: Rom, 1562)
- Andrea Palladio: Quattro Libri dell'architettura (Erstausgabe: Venedig, 1570)
- Vincenzo Scamozzi: L'idea dell'architettura universale (Erstausgabe: Venedig, 1615)